# Горан Аврамовић
Горан Аврамовић (Горњи Милановац, 29. децембар 1970) српски је хармоникаш.

## Биографија
Као дечак почео је да учи да свира хармонику код тада великих мајстора као што су Новице Неговановића, Миша Хаџића Аџа, Зорана Радојичића. Музичку школу довршава 1988. године.
Први солистички албум издао је као деветнаестогодишњак (1989) за продукциску кућу Југодиск. Албум је доживео велику популарност и продат је у великом броју тиража.
Са својим оркестром сарађивао је са великим бројем певача са естраде. Свирао је на солистичкој турнеји Срећка Шушића 1991. године, а касније је сарађивао са Милетом Китићем и Синаном Сакићем и дугим познатим именима у свету народне музике.
Касније издаје и свој други солистички албум и појављује се као аранжериста на многим песмама својих колега.
Поред музичке каријере бавио се и другим пословима и 2000. године је отворио "Радио Гоги", станицу  која убрзо постаје једна од најслушанијих у Централној Србији, а и шире.

## Дискографија
- 1989: Горан Аврамовић Јагодинка коло
- 1989: Горан Аврамовић Милановачко коло
- 1989: Горан Аврамовић Бабино коло
- 1989: Горан Аврамовић Бојанино коло
- 1989: Горан Аврамовић Јованино коло
- 1989: Горан Аврамовић Домаћинска свадба коло
- 1989: Горан Аврамовић Стефаново коло
- 1989: Горан Аврамовић Гајде коло
- 1991: Горан Аврамовић Комово коло
- 1991: Горан Аврамовић Таковско коло
- 1991: Горан Аврамовић Мелос коло
- 1991: Горан Аврамовић Моравски преплет коло
- 1991: Горан Аврамовић Идемо идемо
- 1991: Горан Аврамовић Горанов прстолом
- 1991: Горан Аврамовић Иванино коло
- 1991: Горан Аврамовић Миленино коло